# Zsolt Varga (Wasserballspieler, 1972)
Zsolt Varga (* 9. März 1972 in Budapest) ist ein ehemaliger ungarischer Wasserballspieler. Er war mit der ungarischen Nationalmannschaft Olympiasieger 2000, Weltmeisterschaftszweiter 1998 sowie Europameister 1997 und 1999.

## Sportliche Karriere
Der 1,93 Meter große Zsolt Varga spielte in Ungarn, Kroatien und Italien. Mit Budapesti VSC war er 1996 und 1997 ungarischer Meister, mit Mladost Zagreb gewann er den kroatischen Meistertitel 1999.
Varga begann seine internationale Karriere 1992 bei den Olympischen Spielen in Barcelona. Die ungarische Mannschaft belegte in ihrer Vorrundengruppe den dritten Platz und wurde in den Platzierungsspielen Sechste. Zsolt Varga wirkte in allen sieben Spielen mit und erzielte drei Tore in der Vorrunde. Bei der Europameisterschaft 1993 in Sheffield besiegten die Ungarn im Halbfinale die Rumänen und unterlagen im Endspiel den Italienern. 1994 bei der Weltmeisterschaft in Rom wurden die Ungarn Fünfte. Varga erzielte im Verlauf des Turniers zehn Tore. 1995 bei der Europameisterschaft in Wien siegten die Ungarn im Halbfinale gegen die Kroaten. Im Finale unterlagen sie den Italienern.
1996 bei den Olympischen Spielen in Atlanta gewannen die Ungarn im Viertelfinale gegen die Griechen. Nach der Halbfinalniederlage gegen die Spanier verloren die Ungarn das Spiel um Bronze gegen die Italiener mit 18:20. Varga traf im Spiel um Bronze einmal, nachdem er zuvor bereits zwölf Turniertore geworfen hatte. 1997 bei der Europameisterschaft in Sevilla besiegten die Ungarn im Viertelfinale die Italiener mit 9:8. Nach dem Halbfinalsieg gegen die Russen erkämpften die Ungarn den Titel mit einem 3:2 über die jugoslawische Mannschaft, die eigentlich eine Mannschaft aus Serbien und Montenegro war. 1998 bei der Weltmeisterschaft in Perth gewannen die Ungarn das Halbfinale gegen die australische Mannschaft mit 10:5, wobei Varga ein Tor erzielte. Im Finale verloren die Ungarn mit 4:6 gegen die Spanier. 1999 bei der Europameisterschaft in Florenz gewannen die Ungarn im Halbfinale mit 7:5 gegen die Italiener. Im Finale bezwangen sie die Kroaten mit 15:12.
Zwei Jahre nach der Weltmeisterschaft in Perth war Australien 2000 auch bei den Olympischen Spielen in Sydney Gastgeber. Die Ungarn wurden nur Dritte ihrer Vorrundengruppe, besiegten aber im Viertelfinale die Italiener mit 8:5. Im Halbfinale gegen die Rest-Jugoslawen erkämpften die Ungarn ein 8:7. Im Endspiel gegen die Russen schufen die Ungarn beim 13:6 schon früh klare Verhältnisse. Zsolt Varga erzielte nur in der Vorrunde drei Tore. Im Finale hatte Varga eine Einsatzzeit von fünf Minuten. Im Juni 2001 war Budapest Austragungsort der Europameisterschaft 2001. Die Ungarn verloren im Halbfinale gegen die Italiener, gewannen aber die Bronzemedaille mit einem 12:9 gegen Kroatien. Einen Monat später bei der Weltmeisterschaft in Fukuoka belegten die Ungarn den fünften Rang, nachdem sie in der Zwischenrunde sowohl gegen Rest-Jugoslawien als auch gegen Italien verloren hatten.
2022 übernahm Zsolt Varga den Trainerposten bei der ungarischen Nationalmannschaft. Unter ihm wurde die Mannschaft Weltmeister 2023 und Olympiavierter 2024.